# دیگو ریورو
دیگو ریورو (انگلیسی: Diego Rivero؛ زادهٔ ۱۱ اوت ۱۹۸۱) بازیکن فوتبال اهل آرژانتین است.
از باشگاه‌هایی که در آن بازی کرده‌است می‌توان به باشگاه فوتبال کروز آزول، باشگاه فوتبال پاچوکا، باشگاه فوتبال بوکا جونیورز، باشگاه ورزشی سن لورنسو آلماگرو، و باشگاه فوتبال آرژانتینوس جونیورز اشاره کرد.